# 寺本民生
寺本 民生（てらもと たみお、1947年6月9日 - ）は、日本の医学者、医学博士。専門は、内分泌、代謝、動脈硬化など。帝京大学医学部学部長(2010年～2013年)、帝京大学 臨床研究センター センター長(2013年～)、日本内科学会理事長(2009年4月～2013年3月)、日本動脈硬化学会理事長(2013年4月～2014年3月)、日本医学会連合理事(臨床内科部会)、厚生労働省薬事・食品衛生審議会委員、一般社団法人日本専門医機構理事長(2018年～)。寺本内科歯科クリニック院長。
東京都出身。1973年、東京大学医学部卒業。東京大学医学部附属病院第一内科に入局し、シカゴ大学留学、東京大学助手などを経て現職。

## 編著書
- 動脈硬化・高脂血症を治す（保健同人社）
- 高脂血症（総合医学社）
- メタボリックシンドロームぷらす（南山堂）
- コレステロール -基礎から臨床へ（ライフ・サイエンス出版）
- 生活習慣病クリニック（中公新書ラクレ）
- 生活習慣病クリニック〈2〉働きざかりの気になる症状（中公新書ラクレ）
- 健診で中性脂肪・コレステロールが心配ですよと言われた人の本（法研）
- 見直されたレジン(陰イオン交換樹脂)―その位置づけと使い方（フジメディカル出版）
- チャートによる内科診断学（中外医学社）
- コレステロール値が高いと言われたら読む本 (小学館)
- 慢性疾患薬物療法のツボ脂質異常症 第2版（日本醫事新報社）
- 動脈硬化性疾患治療の新たなストラテジー（先端医学社）
- フィブラート系薬剤Q&A（医薬ジャーナル社）
- トリグリセライドと動脈硬化―メタボリックシンドロームの観点から（医薬ジャーナル社）
- 知っておきたい動脈硬化と高脂血症―暮らしのなかの予防法 （みずうみ健康ブックス）
- ガイドライン/ガイダンス 脂質異常症―こう診る・こう考える（日本医事新報社）